# 저기압성 순환

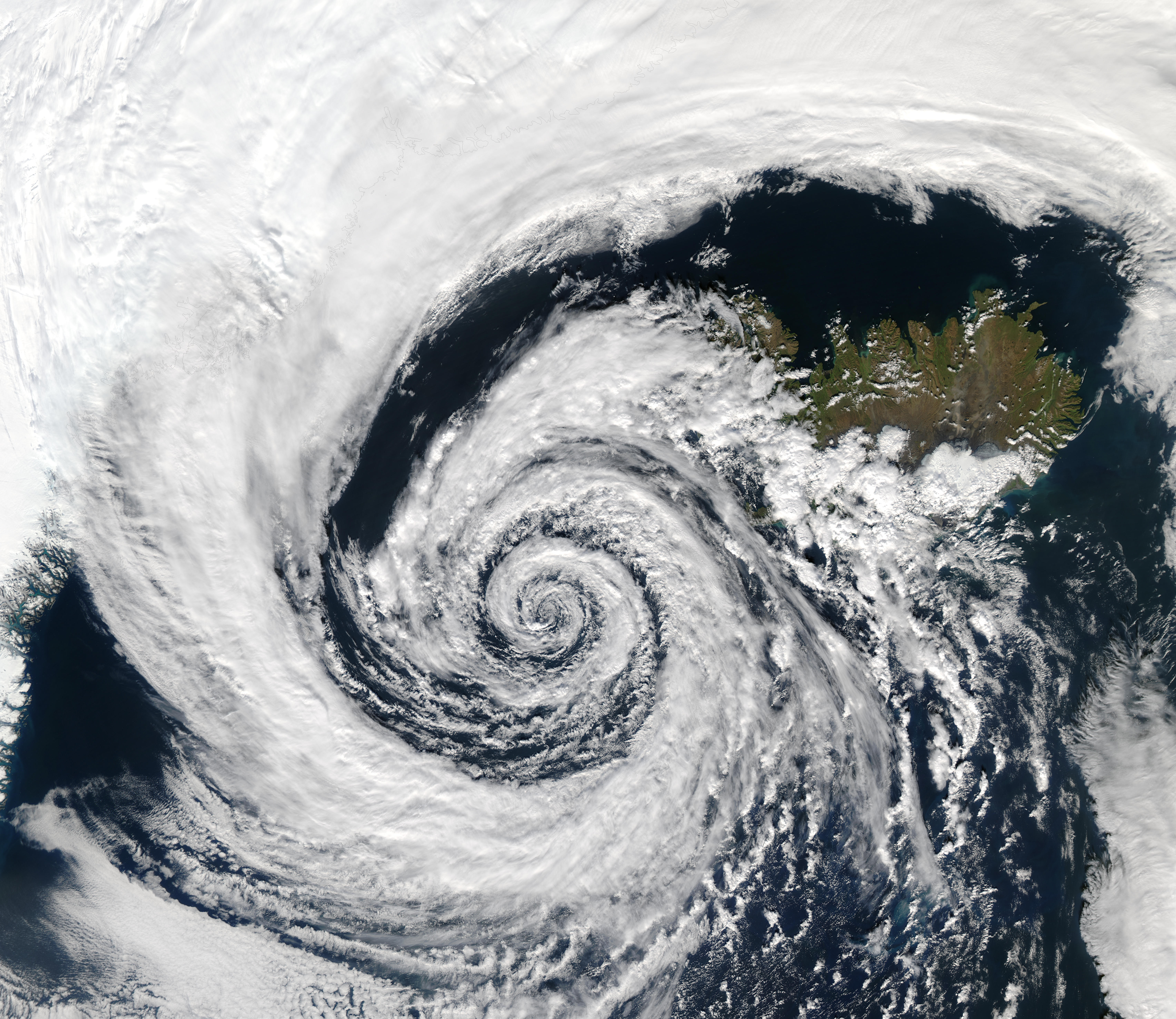
저기압성 순환을 하는 온대저기압. 북반구에서는 반시계방향으로 회전하는 것을 관찰할 수 있다. (아이슬란드 남서해안)

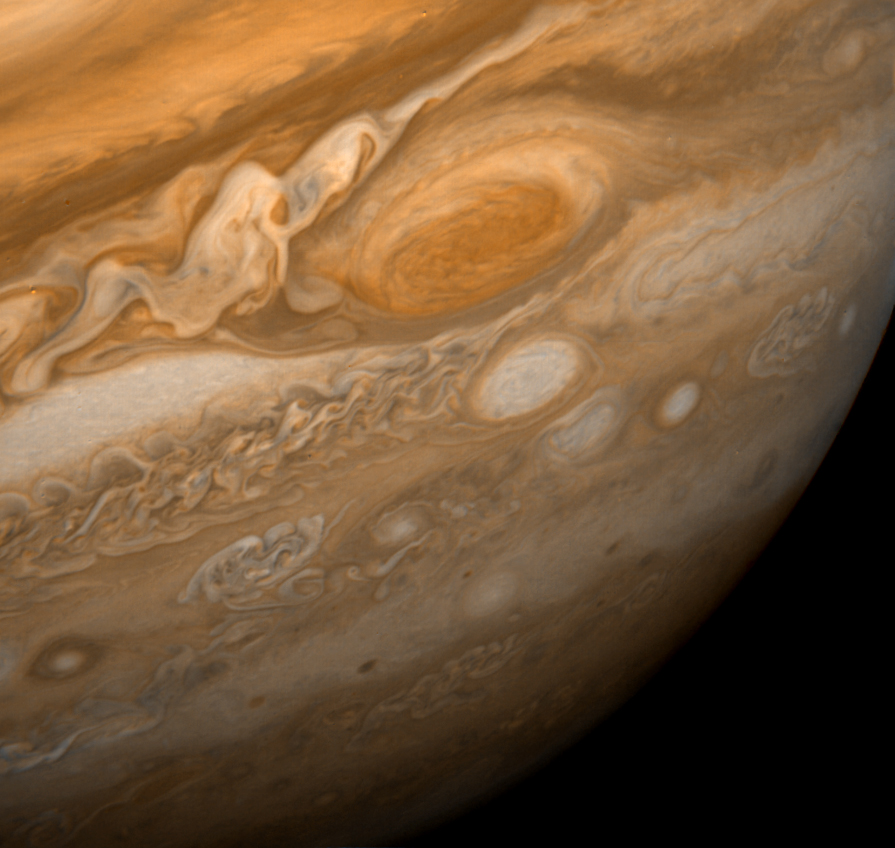
대적점은 목성에서 발생하는 저기압성 순환이다.

저기압성 순환(低氣壓性循環)은 주변의 바람이 나선형으로 불어들어가는 현상 또는 그런 현상이 일어나는 저기압을 의미한다. 저기압성 순환이 일어나면, 지구의 북반구에서는 반시계 방향으로, 남반구에서는 시계 방향으로 바람이 불어들어간다. 이 용어는 열대 저기압, 온대 저기압, 태풍, 허리케인, 사이클론, 토네이도 등 다양한 현상에 적용될 수 있다.